# Ljublinszko-Dmitrovszkaja
A Ljublinszko-Dmitrovszkaja (oroszul: Люблинско-Дмитровская линия), korábban Ljublinszkaja a moszkvai metró 10-es számozású, világoszöld színnel jelzett vonala. Építése a nyolcvanas évek végén kezdődött, első szakasza már a Szovjetunió széthullása után nyílt meg. A Petrovszko-Razumovszkaja és Okruzsnaja állomások közötti szakasz 2018. március 22-i megnyitása után hossza 38,3 kilométer lett, 23 állomással.
Hét kocsiból álló, 81–717/714 és 81–720/721 Jauza típusú szerelvények közlekednek rajta.

## Szakaszok átadása
| Szakasz                               | Átadás               | Hossz   |
| ------------------------------------- | -------------------- | ------- |
| Cskalovszkaja – Volzsszkaja           | 1995. december 28.   | 12,1 km |
| Volzsszkaja – Marino                  | 1996. december 25.   | 5,4 km  |
| Dubrovka                              | 1999. december 11.   | –       |
| Cskalkovszkaja – Trubnaja             | 2007. augusztus 30.  | 3,7 km  |
| Szretyenszkij Bulvar                  | 2007. december 29.   | –       |
| Trubnaja – Marjina roscsa             | 2010. június 19.     | 3,5 km  |
| Marino – Zjablikovo                   | 2011. december 2.    | 4,5 km  |
| Marjina roscsa–Petrovsko-Razumovskaja | 2016. szeptember 16. | 4,4 km  |
| Petrovsko-Razumovskaja–Seligerskaja   | 2018. március 22.    | 4,9 km  |
| Összesen:                             | 23 állomás           | 39 km   |

## Képek

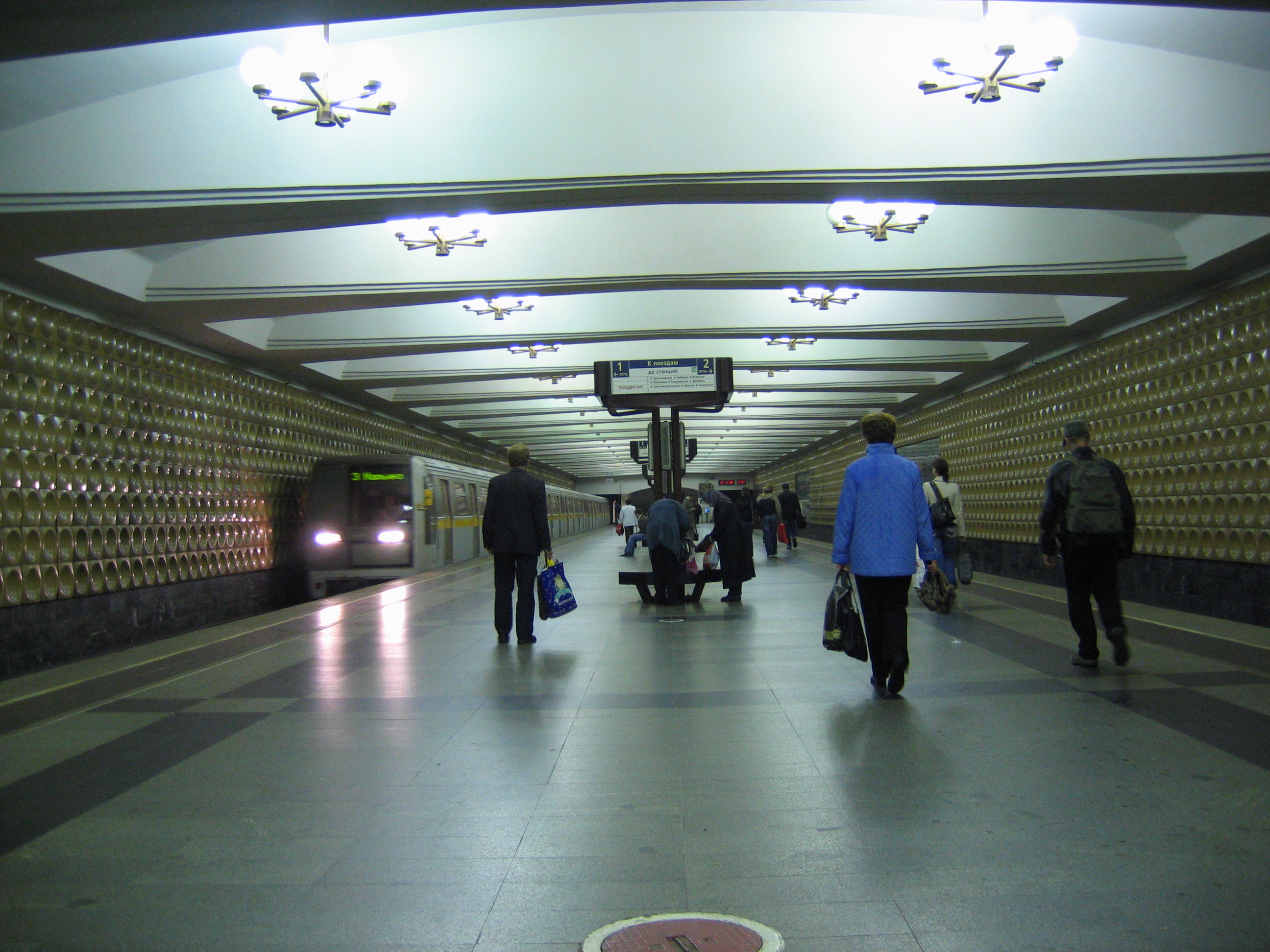
Marino állomás